# Hypena proboscidatus
Hypena proboscidatus là một loài bướm đêm trong họ Erebidae.